# Wilhelm Hensel
Wilhelm Hensel (Trebbin, 6 de julio de 1794 – Berlín, 26 de noviembre de 1861) fue un pintor y retratista alemán, conocido por su papel en la vida artística e intelectual de Prusia durante el siglo XIX. Realizó numerosos retratos de figuras destacadas de su época, incluyendo artistas, científicos y miembros de la nobleza.
Estudió en la Academia de Bellas Artes de Berlín y posteriormente viajó a Italia, donde perfeccionó su formación artística. A su regreso, se convirtió en uno de los retratistas más solicitados de la corte prusiana, y también trabajó como escenógrafo y en encargos decorativos oficiales.
En 1829 contrajo matrimonio con la pianista y compositora Fanny Mendelssohn, hermana del célebre compositor Felix Mendelssohn. La unión de ambos consolidó un vínculo entre el mundo de las artes visuales y la música. Hensel fue un firme defensor del talento de su esposa y la apoyó en su desarrollo como compositora, en una época en que las mujeres enfrentaban fuertes restricciones en la vida artística pública.
El matrimonio tuvo un hijo, Sebastian Ludwig Felix Hensel, quien más tarde se destacó como escritor y empresario, y publicó una biografía familiar que se considera una fuente importante sobre la vida de los Mendelssohn y los Hensel.
La obra de Wilhelm Hensel incluye una extensa colección de retratos, muchos de los cuales ofrecen un valioso testimonio visual del Romanticismo alemán. Su legado perdura tanto en la historia del arte como en la memoria cultural de Alemania.